# Munetoshi Senoo
Munetoshi Senoo (Japans: 瀬尾 宗利, Senoo Munetoshi; Tsukuba, 1967) is een Japans muziekpedagoog, dirigent en klarinettist.

## Levensloop
Senoo studeerde solfège bij Naoto Ohtomo en Shunsuke Hori en klarinet bij Seiji Sagawa en Minoru Kuroo, compositie bij Takayoshi Yanagida en zang bij Yoshikazu Nishi en Yuichi Fujisawa aan de Bunkyo University in Saitama. Hij maakte in 1996 verder cursussen mee bij F.Trainer, S.Gregory, P.Veygord van de London Sinfonietta en aan de Guildhall School in het Verenigd Koninkrijk. 
Tegenwoordig is hij docent aan de Touyoko-Gakuen Elementary School en dirigent van het harmonieorkest van deze school. Verder is hij instructeur van het Gral Wind Orchestra, in Kawasaki in de prefectuur Kanagawa. In de bekende Suntory Hall in Tokio dirigeerde hij het concert ter gelegenheid van de 60e verjaardag van de componist en dirigent Seiji Sagawa.
Naast zijn werkzaamheden als docent en dirigent schreef hij vele uitstekende bewerkingen van klassieke werken voor harmonieorkest. 